# Paul Würtz
Paul Würtz, baron d'Ornholm dans le comté de Kexholm (30 octobre 1612 - 23 mars 1676 ) fut un feld-maréchal danois.

## Biographie
Né à Husum dans le Slesvig, d'une famille obscure, il servit successivement Ferdinand II, Gustave-Adolphe et Christian IV qui le fit feld-maréchal.
Durant son mandat de gouverneur de Cracovie, pendant l'occupation suédo-transilvanienne de la ville entre 1655-1657, il est réputé pour le pillage et la destruction de nombreuses œuvres d'art inestimables, notamment le sarcophage en argent de saint Stanislas de 1630 et l'autel en argent de 1512, tous deux de la cathédrale du Wawel. Il se fit un nom par la défense de Stettin, dont il força l'électeur de Brandebourg à lever le siège.
Il prit ensuite du service dans l'armée des Provinces-Unies menacées par Louis XIV, mais ne put garantir ces provinces de la rapide invasion de 1672, ni empêcher le roi de franchir le Rhin à Tolhuis le 12 juin. Traversé dans ses projets et humilié par le jeune stathouder Guillaume III, il envoya sa démission aux États généraux (1674). Il mourut deux ans plus tard à Hambourg et fut inhumé à Amsterdam en 1679.

## Citation
C'est de lui que Boileau dit, dans son épître IV :
« Wurts... ah ! Quel nom, grand roi ! Quel Hector que ce Wurts ! »

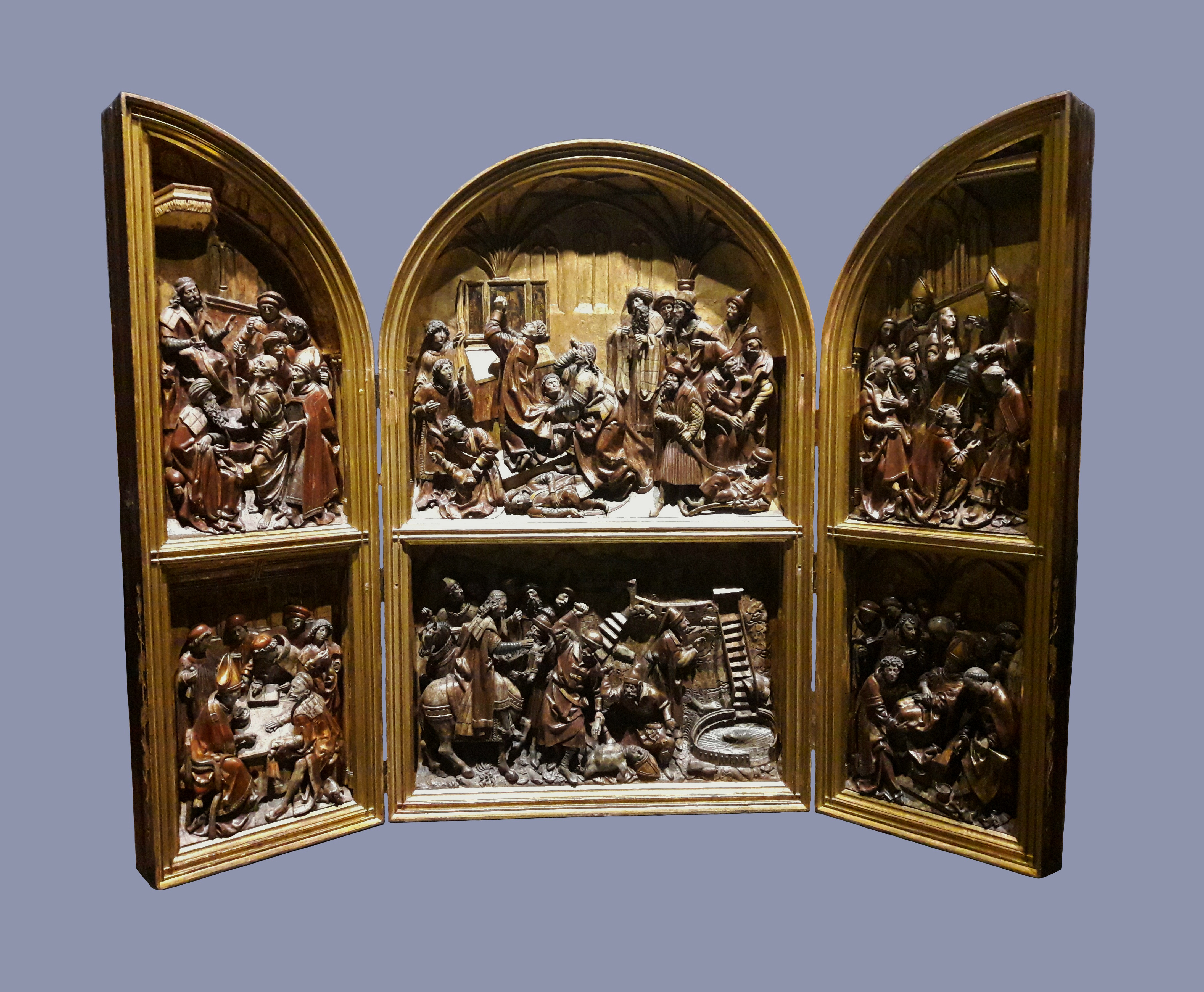
Maquette en bois de l'autel en argent de saint Stanislas, vers 1512, l'autel en argent a été détruit en 1657
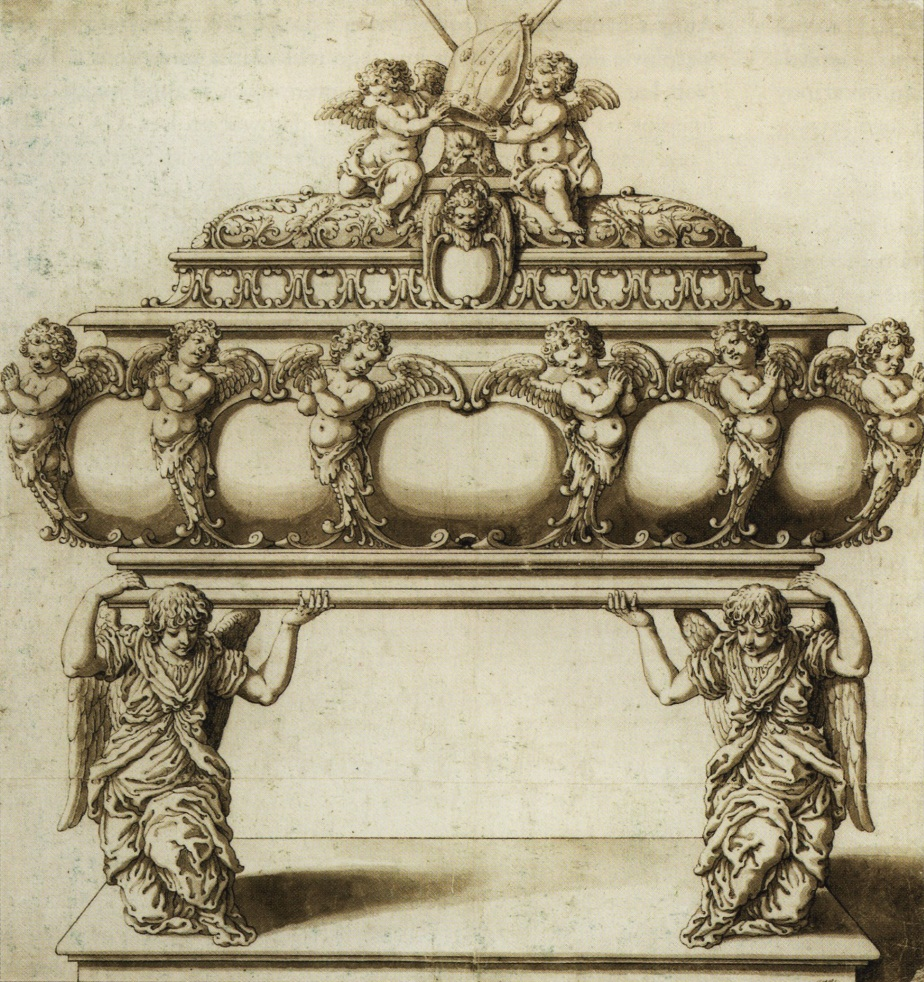
Projet de sarcophage en argent de saint Stanislas, vers 1630, le sarcophage a été détruit en 1657
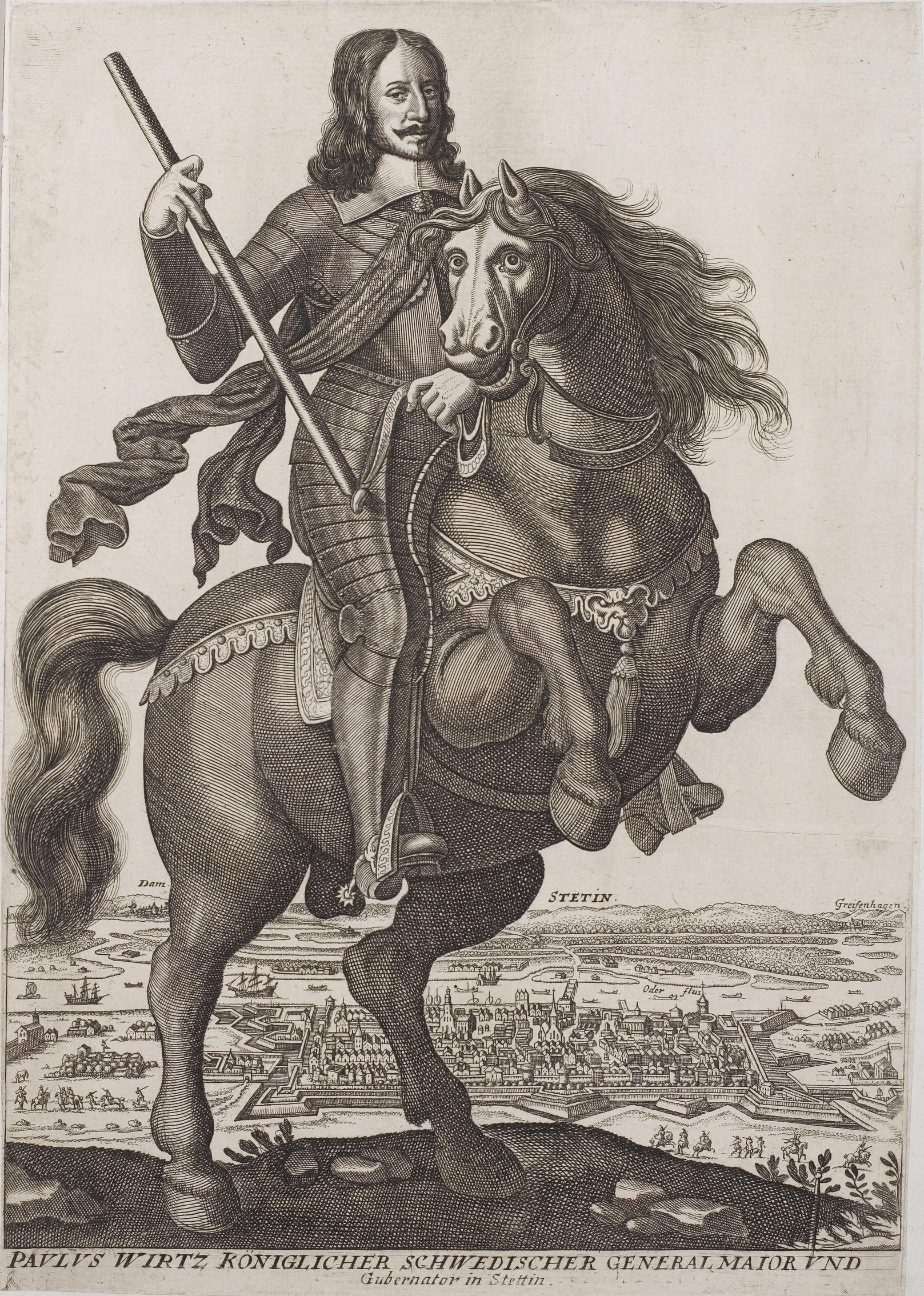
Paul Würtz à cheval contre le panorama de Szczecin

## Source
Marie-Nicolas Bouillet  et Alexis Chassang (dir.), « Paul Würtz » dans Dictionnaire universel d’histoire et de géographie, 1878 (lire sur Wikisource)